# Etienne
Étienne oder Etienne ist eine französische Variante des Vornamens Stefan sowie ein Familienname. 

## Namensträger

### Vorname
- Etienne Aigner (1904–2000), Modeschöpfer
- Étienne Bally (1923–2018), französischer Leichtathlet
- Étienne Bonnot de Condillac (1714–1780), französischer Philosoph
- Étienne „Patotte“ Bousquet (1925–1998), französischer Gypsy-Jazz-Musiker
- Étienne Capoue (* 1988), französischer Fußballspieler
- Etienne Chatton (1875/76–1902), Schweizer Straftäter, letzte Hinrichtung im Kanton Freiburg und der Romandie
- Étienne de Crécy (* 1969), französischer DJ
- Étienne Daho (* 1956), französischer Sänger
- Etienne Frey (* 1961), Schweizer Tänzer
- Etienne Gardé (* 1978), deutscher Fernsehmoderator und Redakteur
- Etienne Green (* 2000), englisch-französischer Fußballtorwart
- Etienne Jornod (* 1953), Schweizer Unternehmer und Manager
- Étienne LeNoir (1699–1778), französischer Uhrmacher
- Étienne Lenoir (1744–1832), französischer Instrumentenbauer
- Étienne Lenoir (1822–1900), Erfinder und Geschäftsmann
- Etienne „Timbo“ Mehrstein (* 1977), französischer Jazzmusiker
- Jacques Étienne Montgolfier (1745–1799), Erfinder des Heißluftballons (mit Bruder Joseph Michel)
- Etienne Vermeersch (1934–2019), belgischer Philosoph
- Étienne Wenger (* 1952), Schweizer Sozialforscher

### Familienname
- Adolf Etienne (1818/1819–1897), deutscher Politiker und Minister im Kurfürstentum Hessen
- Alfred Etienne (1885–1961), deutscher Politiker
- Andreas Etienne (* 1955), deutscher Schauspieler und Kabarettist
- Axelle Étienne (* 1998), französische Radrennfahrerin
- Bruno Étienne (1937–2009), französischer Soziologe, politischer Analytiker und eine Persönlichkeit des Freimaurertums
- Carissa Etienne (1952–2023), dominicanische Medizinerin und Direktorin der Panamerikanischen Gesundheitsorganisation
- Charles-Guillaume Étienne (1777–1845), französischer Schriftsteller und Politiker
- Clifford Etienne (* 1972), US-amerikanischer Boxer
- Danielle Étienne (* 2001), haitianische Fußballspielerin
- Derrick Etienne (* 1996), haitianisch-US-amerikanischer Fußballspieler
- Dieudonne Luma Étienne (* 1972), haitianische Politikerin und Senatorin
- Erich Etienne (1915–1942), deutscher Geophysiker und Pilot
- Eugène Étienne (1844–1921), französischer Politiker, Innenminister, Kriegsminister der Dritten Republik
- Frank Étienne (1936–2025), haitianischer Schriftsteller und Künstler, siehe Frankétienne
- Johanna Etienne (1805–1881), deutsche Augustinerin
- Karl Etienne (1895–1962), deutscher Politiker im Saarland (SPS und SPD)
- Loftus Etienne (* 1951), dominicanischer Collagekünstler
- Luc Étienne (1908–1984), französischer Schriftsteller
- Martine Étienne (* 1956), französische Politikerin
- Michael Etienne (1827–1879), österreichischer Journalist und Publizist
- Noémie Étienne (* 1981), Schweizer Kunsthistorikerin und Autorin
- Odette Étienne († 2013), französische Sängerin
- Ophélie-Cyrielle Étienne (* 1990), französische Schwimmerin
- Pascal Etienne (1966–2010), französischer Biathlontrainer
- Paul Dennis Etienne (* 1959), US-amerikanischer Geistlicher, Erzbischof von Seattle
- Pauline Étienne (* 1989), belgische Schauspielerin
- Philippe Étienne (* 1955), französischer Botschafter in Rumänien, bei der EU und in Deutschland
- Robert Etienne (1499/1503–1559), französischer Drucker, Verleger und Lexikograf, siehe Robert Estienne
- Robert Étienne (1921–2009), französischer Altertumswissenschaftler
- Servais Etienne (1886–1952), belgischer Romanist und Literaturwissenschaftler
- Travis Etienne (* 1999), US-amerikanischer American-Football-Spieler
- Treva Etienne (* 1965), britischer Schauspieler
- Thomas L’Etienne (* 1956), deutscher Jazzmusiker

## Sonstiges
- Étienne-Fjord, Bucht an der Westküste des Grahamlands, Antarktika